# آرتاشس کارینیان
آرتاشس بالاسی کارینیان (ارمنی: Արտաշես Բալասիի Կարինյան زاده ۱۱ نوامبر ۱۸۸۶ - درگذشته ۲۹ مهٔ ۱۹۸۲) ویراستار، تاریخ‌نگار ادبی، انقلابی و سیاستمدار اهل ارمنستان بود که از تاریخ ۲۱ مه ۱۹۲۱ تا تاریخ سپتامبر ۱۹۲۱ سمت وزارت دادگستری ارمنستان را برعهده داشت.

## زندگی‌نامه
وی در ۱۱ نوامبر ۱۸۸۶ در بالاخانی به دنیا آمد و از دانشگاه دولتی سن پترزبورگ فارغ‌التحصیل گشت. کارینیان عضو فرهنگستان ملی علوم ارمنستان بود. وی برنده جوایزی همچون نشان لنین، نشان پرچم سرخ کار و قهرمان کار سوسیالیست شد. وی در ۲۹ مهٔ ۱۹۸۲ در سن ۹۵ سالگی در ایروان درگذشت و در آرامستان مرکزی ایروان (توخماخ) به خاک سپرده شد.
.